# Francis Garvan
Francis Patrick Garvan  (ur. 13 czerwca 1875 w East Hartford, zm. 7 listopada 1937) – amerykański prawnik, kolekcjoner sztuki i filantrop. Był prezesem Chemical Foundation of America.
Ukończył studia na Uniwersytecie Yale w 1897, w 1899 zdobył stopień LL.B (Bachelor of Laws. łac.: Legum Baccalaureus) w New York Law School. Studiował też na innych uczelniach
Praktykował prawo w Nowym Jorku. Był wspólnikiem w kancelarii „Garvan & Armstrong”, (później „Osborne, Lamb & Garvan”) oraz asystentem prokuratora rejonowego (Assistant District Attorney), dyrektorem nowojorskiego biura FBI, kierował też nowojorskim Office of Alien Property Custodian (biurem zajmującym się własnością osób z krajów nieprzyjacielskich wobec USA).
W 1919 prezydent Woodrow Wilson mianował go przewodniczącym Chemical Foundation of America, którą to funkcję pełnił do swej śmierci w 1937, nie pobierając (jak i reszta zarządu) pensji. 
W 1923, wraz ze swoją żoną i American Chemical Society, utworzył American Chemical Society's Prize Essay Contest, upamiętniający ich córkę. Finansował go przez 7 lat, w którym to czasie przeznaczył około miliona dolarów na konkurs i zaopatrzenie bibliotek w książki o tematyce chemicznej
W 1936 ufundował Medal Garvana dla kobiet, które wniosły wybitny wkład w rozwój chemii.
Był kolekcjonerem sztuki, zbierał wczesnoamerykańskie meble i wyroby ze srebra.

## Nagrody i tytuły
- Medal Mendla (1932) – nadany przez Uniwersytet Villanova[6]
- Medal Priestleya (1929) – jako jedyny niechemik (stan na 1999)[2]
- American Institute of Chemists Gold Medal (1929) – wraz z żoną[7]

Tytuły doctora honoris causa przyznały mu: Trinity College w Hartford, Uniwersytet Fordham, Uniwersytet Notre Dame i Uniwersytet Yale.